# Calixto Bieito
Calixto Bieito (Miranda de Ebro, Burgos; 2 de noviembre de 1963). es el director artístico del Teatro Arriaga de Bilbao y director residente del Teatro de Basilea.

## Biografía
Calixto Bieito es uno de los directores de escena españoles más internacionales. De padre gallego y madre sevillana, Calixto nació en la ciudad burgalesa de Miranda de Ebro. A los quince años emigró a Villanueva y Geltrú y más tarde a Barcelona. Cursó estudios de Filología Hispánica, Historia del Arte y Dirección Escénica en el Instituto del Teatro de Barcelona.
Es un dramaturgo célebre por sus interpretaciones radicales de óperas clásicas. A pesar de la controversia de sus producciones, tiene un gran éxito en toda Europa. Desde 1999 hasta 2008 fue director artístico del Teatro Romea de Barcelona.
Entre sus galardones se encuentra el de la Asociación de Directores de España (2000); el premio al mejor director otorgado por The Irish Times-ESB Iris Adwards (2000); el premio Herald Archangel al mejor artista del Festival de Edimburgo (2003) por Hamlet; el premio al mejor director por la Crítica Teatral de Barcelona (2007); premio Tendencias al creador consolidad por el diario El Mundo (2008) y el premio a la mejor adaptación escénica por la Crítica Teatral de Barcelona (2009) entre otros. Además en 2009 recibió el prestigioso Premio de Cultura Europeo que en ediciones anteriores habían recibido Plácido Domingo, Norman Foster o Frank Gehry.
La labor de Bieito como director de escena operístico fue exaltada por su aportación innovadora a la cultura europea.
En el 2011 fue galardonado con el Premio lírico Campoamor a la mejor dirección escénica por Carmen y en el 2013 por su dirección escénica de la ópera Pepita Jiménez. Asimismo obtuvo el premio Franco Abbiati por su Carmen.
Ese mismo año se le otorgó el Premi Ciutat de Barcelona por su capacidad para difundir por todo el mundo el teatro y los profesionales de la ciudad de Barcelona.
Calixto Bieito fue incluido en la lista de los artistas más importantes de 2007 por la revista alemana de ópera Opernwelt.
En enero de 2010, asumió la dirección del Festival Internacional de las Artes de Castilla y León (FÀCYL) durante dos  temporadas.
En 2013 fue nombrado director artístico del Teatro de Basilea y en enero de 2016, del Teatro Arriaga de Bilbao.

## Obras de teatro dirigidas (selección)
- 2024 - Teatro Colón (Buenos Aires), Carmen. Fecha de estreno: 12 de Julio 2024.
- 2018 - Los soldados. Teatro Real de Madrid[4]
- 2017 - Obabakoak, de Bernardo Atxaga. Teatro Arriaga, con actores como Joseba Apaolaza, Itziar Lazkano, Eneko Sagardoy, Ainhoa Etxebarria, Ylenia Baglietto, Lander Otaola, Gurutze Beitia, Karmele Larrinaga, Miren Gaztañaga y Koldo Olabarri[5][6]
- 2012 - Camino Real (Goodman T. Chicago)
- 2012 - Kirschgarten (Residenz Theater Munich)
- 2012 - Forests (Old Rep and RSC)
- 2011 - El Gran Teatro del Mundo (Friburgo)
- 2011 - Voices (Betty Nansen Teatret Copenhague)
- 2011 - Desaparecer
- 2010 - La vida es sueño (en el Teatro San Martín, de Buenos Aires)
- 2010 - Parsifal
- 2009 - Don Carlos
- 2008 - Brand
- 2007 - Tirant lo Blanc
- 2007 - Los persas. Réquiem por un soldado
- 2006 - Plataforma
- 2006 - Peer Gynt
- 2004 - El Rey Lear
- 2004 - Celestina
- 2003 - Hamlet
- 2002 - La ópera de cuatro cuartos
- 2001 - Macbeth
- 2000 - La vida es sueño
- 2000 - Barbaric Comedies
- 1999 - Mesura per Mesura
- 1998 - Pierrot Lunaire
- 1998 - Life is a Dream
- 1998 - La casa de Bernarda Alba
- 1997 - Company
- 1996 - Galileo Galilei
- 1997 - La profesión de la señora Warren
- 1995 - Anfitrión
- 1995-  Rei Joan
- 1994 - Kasimir y Karoline
- 1993 - Un día
- 1991 - Sueño de una noche de verano

## Óperas y Zarzuelas más destacadas
- 2018- Die Soldaten
- 2013- Boris Gudonov
- 2013- Les Contes d'Hoffmann
- 2013- Die Soldaten
- 2013- War Réquiem
- 2012- Pepita Jiménez
- 2012- Fidelio
- 2012- Platee
- 2012-  El Rapto del Serrallo
- 2012 - Der Freischutz
- 2012- Das Grosse Welttheater
- 2011- Hanjo
- 2011- Dialogue des Carmelites
- 2011- Il triunfo del tempo e del disinganno
- 2011-Aufstieg und Fall der Stadt Mahagonny
- 2011-Fidelio
- 2011-Aus Deutschland
- 2010- Aida
- 2010- Parsifal
- 2010- Le grand Macabre
- 2009- Madama Butterfly
- 2009 -La vida breve
- 2009- Jenufa
- 2009- Armide
- 2009- Lulu
- 2008 - Der Fliegende Holländer
- 2007 - La Fanciulla del West
- 2007 - Elektra
- 2007 - Jenufa
- 2006 - Don Carlo
- 2006 - The Rake's Progress
- 2006 - Wozzeck
- 2005 - Madam Butterfly
- 2005 - Macbeth
- 2005 - Cavalleria Rusticana - I Pagliacci
- 2004 - Entführung aus dem Serail
- 2003 - La Traviata
- 2003 - Manon
- Il Trovatore
- Cosi fan Tutte
- Die Fledermaus
- Don Giovanni
- Un Ballo in Maschera
- Carmen
- El Barberillo de Lavapiés
- La Verbena de la Paloma
- Life is a Dream
- Il mondo della Luna

## Premios (selección)
- 2013. Premio Campoamor[7]
- 2018. Premio Opera XXI[8]